# Sarah Selby
Sarah Selby, nome accreditato anche Sara Selby (St. Louis, 30 agosto 1905 – Los Angeles, 7 gennaio 1980), è stata un'attrice statunitense.
Ha recitato in numerosi film a partire dal 1941 fino al 1978, due anni prima della sua morte avvenuta il 7 gennaio 1980 all'età di 74 anni.
Nel suo primo ruolo doppiò l'elefantessa Prissy nel film d'animazione Dumbo - L'elefante volante.

## Filmografia parziale

### Attrice

#### Cinema
- L'amante di ferro (The Iron Mistress), regia di Gordon Douglas (1952)
- Piano, piano non t'agitare! (Don't Make Waves), regia di Alexander Mackendrick (1967)

#### Televisione
- Papà ha ragione (Father Knows Best) – serie TV, 18 episodi (1954-1960)
- TV Reader's Digest – serie TV, episodi 1x21-2x03 (1955)
- Wire Service – serie TV, episodio 1x12 (1956)
- The Restless Gun – serie TV, episodio 2x13 (1958)
- Ricercato vivo o morto (Wanted: Dead or Alive) – serie TV, episodio 1x34 (1959)
- Maverick – serie TV, episodio 3x18 (1960)
- Rescue 8 – serie TV, episodio 2x28 (1960)
- Mr. Lucky – serie TV, episodio 1x27 (1960)
- Michael Shayne – serie TV episodio 1x24 (1961)
- The Dick Powell Show – serie TV, episodio 1x08 (1961)
- Ripcord – serie TV, episodio 1x05 (1961)
- Pete and Gladys – serie TV, episodio 2x28 (1962)
- Bonanza – serie TV, episodio 4x24 (1963)
- Io e i miei tre figli (My Three Sons) – serie TV, 7 episodi  (1963-1970)
- The Greatest Show on Earth – serie TV, episodio 1x17 (1964)
- Gli inafferrabili (The Rogues) – serie TV, episodio 1x03 (1964)
- Ai confini della realtà (The Twilight Zone) – serie TV, episodio 5x28 (1964)
- Honey West – serie TV, episodio 1x12 (1965)
- Tre nipoti e un maggiordomo (Family Affair) – serie TV, episodi 1x04-1x09-4x09-5x13 (1966-1970)
- Petticoat Junction – serie TV, 5 episodi (1967-1970)

### Doppiatrice
- Dumbo - L'elefante volante (Dumbo), regia di Ben Sharpsteen (1941)